# 메이지 도쿄 지진
메이지 도쿄 지진(일본어: 明治東京地震)은 1894년 6월 20일 14시 4분, 도쿄만 북부(북위 35.7도, 동경 139.8도)에 일어난 지진이다. 도쿄 변두리와 가나가와현 요코하마시, 가와사키시를 중심으로 피해가 일어났다. 지진 규모는 일본 기상청 규모 기준 7.0이며 진원 깊이는 40-80km인 것으로 추정된다. 미나미칸토 직하지진 중 하나이다.

## 피해
이 지진으로 사망자 31명과 부상자 157명이 발생했다. 벽돌 건물의 피해가 많고 굴뚝 파괴가 두드러졌다. 아사쿠사의 료운카쿠(12층)도 일부 파손되었으며 이후 보강 공사가 실시되었다. 스미다 강 및 아라카와 유역 및 사이타마 현 모토아라카와강 등에서 액상화 현상이 기록됐다.
구별로 보면, 후카가와구에서 사망자 9명과 시바구에서 즉사한 사람 2명 등의 피해자가 있었다. 또한, 교바시구 츠키지 등에서도 심각한 피해가 있었다.

### 지진을 설명한 문헌
히구치 이치요의 '수상일기'에 이 지진의 피해에 대해 들은 것을 기록하는 형태로 소개되고 있다. 이에 따르면, 요츠야의 마츠다이라 가에서는 마루 사이의 벽이 붕괴되었고, 토장(흙벽으로 만든 창고)의 고시마키(토장 아래의 두꺼운 부분)가 무너졌다는 피해가 있었다고 한다. 또한, 미타 쪽에서는 액상화 현상이 발생하였고 분사(噴砂)가 있었다고 한다. 또한, 지진 당일 22시쯤에 여진이 있었다고도 기록되어 있다.
밸츠의 일기 6월 22일(원문)에도 서술되어 있다(거의 피해 없었음).
다니자키 준이치로의 '어린 시절'에는 도쿄 변두리의 집에 있던 다니자키가 피해를 입은 경험이 기록되어 있다. 그는 이것이 그의 지진 공포증 원인이 됐다고 말한다.

## 메커니즘
피해 유형은 도시직하형이지만, 진원이 내륙지각 내 지진(대륙판 내 지진)인지, 태평양판와 필리핀해판 경계에서 발생한 지진 (판 경계간 지진) 두 종류의 지진인지는 현재 확인되지 않았다.
그러나 태평양판의 지진 특유의 도호쿠 · 간토 태평양 쪽 이상지진역이 없다는 점 등에서 필리핀 해판 내부의 지진(양쪽 모두 해양판 내 지진)으로 추정하는 설 외에 당시의 지진계 기록과 현대적인 지진계에서 관측 기록을 비교 분석한 결과에서도 필리핀해판 내부 지진의 지진이라는 결과를 얻었다.
도쿄 제국 대학 이과대학 학부 지진학교실에 따르면 여진이 적고, 6월 21일 및 22일에는 약진이 한 번씩 있었으며, 미진이 몇 번 정도 있었을 뿐이라고 설명하고 있다.

## 같이 보기
- 안세이 에도 지진